# Ramiro Fergonzi
Ramiro Ezequiel Fergonzi (Buenos Aires, Argentina, 14 de mayo de 1989) es un futbolista argentino. Juega como delantero centro y su equipo actual es Deportivo Moron de la Primera Nacional

## Trayectoria
Debutó profesionalmente en Club Atlético Colegiales, sin embargo, no tuvo la continuidad deseada. Fue enviado a préstamo por una temporada a Uniòn San Felipe. Jugó al lado de su compatriota Omar Merlo. A pesar de tener contrato con Colegiales, rescindió su contrato.
A mediados del 2018, fichó por Patriotas Boyacá, siendo una de las figuras del plantel, logrando destacar.
En el 2019, fichó por Zacatepec.
Luego de un buen semestre, anotando goles y ganándose en puesto de titular, ficha por Alianza Atlético Sullana de la Liga 1 Perú. Llegó en un momento complicado del club sullanense, sin embargo, con participación y goles logró salvar del descenso en la última fecha al club churre.

## Clubes
| Club               | País      | Año       | PJ | Goles |
| ------------------ | --------- | --------- | -- | ----- |
| Colegiales         | Argentina | 2008-2010 | ?  | ?     |
| Unión San Felipe   | Chile     | 2011      | 6  | 0     |
| Colegiales         | Argentina | 2011-2014 | 75 | 23    |
| Deportivo Español  | Argentina | 2014-2015 | 54 | 8     |
| Almirante Brown    | Argentina | 2016      | 18 | 4     |
| Flandria           | Argentina | 2016-2017 | 44 | 6     |
| Mitre              | Argentina | 2017-2018 | 19 | 6     |
| Patriotas Boyacá   | Colombia  | 2018      | 17 | 2     |
| Zacatepec          | México    | 2019      | 11 | 2     |
| Chacarita Juniors  | Argentina | 2020-2021 | 22 | 3     |
| Alianza Atlético   | Perú      | 2021      | 14 | 2     |
| Persipura Jayapura | Indonesia | 2022 -    | -  | -     |
| Persita Tangerang  | Indonesia | 2022 -    | -  | -     |

## Títulos

### Nacionales
| Título    | Club       | País      | Año  |
| --------- | ---------- | --------- | ---- |
| Primera C | Colegiales | Argentina | 2008 |